# Borum Sogn
Borum Sogn er et sogn i Århus Vestre Provsti (Århus Stift).
I 1800-tallet var Lyngby Sogn anneks til Borum Sogn. Borum Sogn hørte til Framlev Herred, Lyngby Sogn til Hasle Herred, begge i Århus Amt. Borum-Lyngby sognekommune blev ved kommunalreformen i 1970 indlemmet i Aarhus Kommune.
I Borum Sogn ligger Borum Kirke.
I sognet findes følgende autoriserede stednavne:
- Borum (landsby, ejerlav)
- Borum Eshøj (areal)
- Borum Feldhede (bebyggelse)
- Borum Mark (bebyggelse)
- Borum Tingvad (bebyggelse)
- Langelinie (vejforløb)
- Lyngbygård Å (vandløb)
- Stenhøj (areal)
- Tingvad (dal)
- Vindhøj (areal)